# Muhammad-Nafi-Tschelebi-Preis
Der Muhammad-Nafi-Tschelebi-Friedenspreis (Mohammad Nafi Tschelebi Award) war ein Preis zur Förderung des Dialogs zwischen Religionen, Traditionen und Kulturen, speziell zwischen den abrahamitischen Religionen, dem Judentum, dem Christentum und dem Islam. Der Preis hat seinen Namen nach dem 1933 verstorbenen Muhammad Nafi Tschelebi, einem in Berlin lebenden syrischen Staatsbürger und Begründer des Berliner Islam-Instituts im Jahr 1927. Der Preis ist nicht dotiert und wurde seit Ende der 1990er Jahre jährlich im Herbst vom Zentralinstitut Islam-Archiv-Deutschland an Nichtmuslime verliehen.
2017 übernahm die Universität Münster das Islam-Archiv, nachdem der langjährige Direktor verstorben war. Seitdem fand keine Preisverleihung mehr statt.

## Ziele
Der MNT-Preis würdigt Menschen, die sich um Frieden bemühen, indem sie sachlich über den weltweiten Islam berichten, inner-islamische Diskurse und Entwicklungen darstellen, die Gespräche zwischen Juden, Christen und Muslimen fördern und auf diese Weise dazu beitragen, die vielfachen Hindernisse im Zusammenleben von Menschen unterschiedlicher Religion und Herkunft abzubauen. Solche Hindernisse können nach Auffassung der Preisgeber politisch bezweckt sein, ihnen kann aber auch bloße Unkenntnis des je Anderen zugrunde liegen.

## Die Jury
Der Muhammad-Nafi-Tschelebi-Friedenspreis wurde vom „Zentralinstitut Islam-Archiv-Deutschland - Amina Abdullah Stiftung“ in Soest vergeben. Die Zusammensetzung der Preisjury soll satzungsgemäß die interreligiösen und interkulturellen Ziele des Friedenspreises spiegeln. Ihre Mitglieder waren im Jahr 2014:
Muhammad Salim Abdullah (Vorsitzender), Fatma Görkem, Asyl Özdemir und Fuad Hartit.

## Die Preisträger
Der Preis wurde in drei Formen vergeben:
1. jährlich an eine Person in Deutschland
2. alle zwei Jahre an eine im Ausland lebende Person
3. seit 2009 an eine Initiative in Deutschland[5]

### Personen in Deutschland
- 2015 Peter Antes, Markus Lewe[6]
- 2014 Rabbiner Tovia Ben-Chorin, House of One; Laudator Thomas Dreessen[7]
- 2013 Angelika Neuwirth, Leitung Corpus Coranicum; Laudatorin Tuba Isik
- 2012 Romani Rose, Vorsitzender Zentralrat Deutscher Sinti und Roma; Laudator Wilhelm Solms
- 2011 Walter Homolka, Rabbiner, Rektor des Abraham Geiger Kollegs an der Universität Potsdam; Laudator Aiman Mazyek
- 2010 Konrad Raiser, früherer Generalsekretär des Ökumenischen Rats der Kirchen; Laudator Hans Ucko
- 2009 Fritz Schramma; Laudator Manfred Erdenberger
- 2008 Johannes Lähnemann, Religionspädagoge, Erlangen-Nürnberg; Laudator Beyza Bilgin, Ankara
- 2007 Christian Troll, Religionswissenschaftler; Laudator Adel Theodor Khoury, Laer
- 2006 Barbara John, frühere Ausländerbeauftragte von Berlin; Laudatorin Yasemin Karakaşoğlu, Bremen
- 2005 Henry G. Brandt, früherer Landesrabbiner von Westfalen-Lippe, Augsburg;[8] Laudator Muhammad Salim Abdullah
  - 2005 Sonderpreis: Gerhard Jasper, ehem. Wuppertal;[9] Laudator Bernd Neuser
- 2004 Michael Lüders, Publizist; Laudator Rupert Neudeck
- 2003 Klaus Lefringhausen, ehem. Integrationsbeauftragter des Landes Nordrhein-Westfalen; Laudator Matthias Schreiber
- 2002 Annemarie Schimmel, Islamwissenschaftlerin; Laudator Mohammed Aman Herbert Hobohm, Zentrum Moderner Orient ZMO[10]
- 2001 Rolf Wischnath, evangelischer Generalsuperintendent von Cottbus; Laudator Detlef Leissner
- 2000 Donata Kinzelbach, Verlegerin
- 1999 Maria Voetlause, Journalistin, Osnabrück
- 1998 Karl-Josef Kuschel, Religionswissenschaftler, Mitarbeiter am Projekt „Weltethos“, Tübingen; Laudator Fuad Kandil, Karlsruhe
- 1997 Lutz Hoffmann, Soziologe und kath. Theologe, Emeritus der Universität Bielefeld seit 2000

### Internationale Persönlichkeiten
- 2014 Valeria Heuberger, Österreichische Akademie der Wissenschaften; Laudator Petrus Bsteh[11]
- (2012 Nicht verliehen)[12]
- 2010 Donald Reeves, anglikanischer Pfarrer, Mitarb. von „Soul of Europe“, London; Laudator Paul Oestreicher
- 2008 Thomas Michel S.J., Vatikan; Laudator Jan Slomp, Leusden
- 2006 Mitri Raheb, evang. Pfarrer in Bethlehem; Laudator Manfred Erdenberger
- 2004 Michael Fitzgerald, Erzbischof, Präsident des Päpstlichen Rates für den Interreligiösen Dialog; Laudator Adel Theodor Khoury
- 2002 Michael Benckert (posthum), evangelischer Theologe, Zürich
- 2000 Jan Slomp, evang. Pfarrer, Leusden; Laudator Mohammed Salim Abdullah
- 1998 Petrus Bsteh, kath. Theologe, Wien; Laudator Mehmet Kilinc[13]

### Gruppenpreis
- 2015 Baden-Württembergische Zeitung[6]
- 2011 Projektgruppe Interreligiöser Kalender „Miteinander: Juden – Christen – Muslime“;[14] Laudatorin Hamideh Mohagheghi
- 2010 Haus der Religionen, Hannover; Laudator Johannes Lähnemann
- 2009 Christlich-Islamische Arbeitsgemeinschaft Marl; Laudator Wolf-Dieter Just[15]

## Notizen
1. ↑  Muslime unter dem Hakenkreuz (Memento vom 14. August 2007 im Internet Archive) von Gerhard Höpp
2. ↑  Details über die Preisträger der einzelnen Jahre im Islamarchiv (Memento vom 13. April 2010 im Internet Archive)
3. ↑  Archiv. Universität Münster, abgerufen am 18. August 2025.
4. ↑  Zu ihrer Person (Memento des Originals vom 6. Juni 2013 im Internet Archive)  Info: Der Archivlink wurde automatisch eingesetzt und noch nicht geprüft. Bitte prüfe Original- und Archivlink gemäß Anleitung und entferne dann diesen Hinweis.
5. ↑  Ab 2011 im Abstand von 2 Jahren
6. 1 2  Mechtild Freiin v. Münchhausen: Religionswissenschaftler Professor Antes erhält Friedenspreis. Leibniz Universität Hannover, Pressemitteilung vom 4. November 2015 beim Informationsdienst Wissenschaft (idw-online.de), abgerufen am 4. November 2015.
7. ↑  Pressemitteilung des ZIIAD, November 2014 (Memento des Originals vom 4. März 2016 im Internet Archive)  Info: Der Archivlink wurde automatisch eingesetzt und noch nicht geprüft. Bitte prüfe Original- und Archivlink gemäß Anleitung und entferne dann diesen Hinweis. (PDF)
8. ↑  Zur Ehrung
9. ↑  Pfarrer, Leiter und Gründer der gemeinsamen Beratungsstelle für christlich-islamische Begegnung der Evangelischen Kirchen im Rheinland und von Westfalen, gestorben 17. September 2007 im Alter von 80 Jahren. Seit 1971 hatte Jasper begonnen, ein Netzwerk zur Zusammenarbeit von Christen und Muslimen zu knüpfen.
10. ↑  Deutsche Welle 2002
11. ↑  Pressemitteilung des ZIIAD, November 2014 (Memento des Originals vom 4. März 2016 im Internet Archive)  Info: Der Archivlink wurde automatisch eingesetzt und noch nicht geprüft. Bitte prüfe Original- und Archivlink gemäß Anleitung und entferne dann diesen Hinweis. (PDF)
12. ↑  Der Bürgerkrieg in Syrien ist der Grund dafür, dass kein Preisträger ermittelt wurde
13. ↑  bis November 2009 Vorsitzender der Schura, Islamische Religionsgemeinschaft in Bremen
14. ↑  Jährliche Publikation im Luther-Verlag Bielefeld
15. ↑  Preis wird seit 2009 vergeben